# ストライプハウスギャラリー
ストライプハウスギャラリーは東京都港区六本木に存在するギャラリー。
英語表記はSTRIPED HOUSE GALLERY。名前の通り、所在するビルは外観が茶系統の縞模様である。ただし、ギャラリーとしてはビルの3階のみとなっており、半地下状態の地下1階及び1階は東京ランダムウォーク ストライプハウス店と言う洋書を中心とした書店になっている。
前身は1981年に写真家塚原琢哉が設立したストライプハウス美術館。2000年に美術館が閉鎖後、2001年12月に3階をギャラリーとする現在の形態で設立される。
本来のギャラリーとしての目的である美術作品の展覧会の他、ミニライブ、一人芝居、落語会、朗読会などを定期的に開催している。

## 主な開催イベント
- 千賀ゆう子企画公演「S」シリーズ - 千賀ゆう子企画による舞台公演。千賀ゆう子としてはストライプハウス美術館であった1991年から朗読会、語り芝居を中心に開催されている。
- ALICIA POLITICAL PERFORMANCE - アンネフォールのキタムラアラタによるパフォーマンス。
- らくごの芽 - 落語家立川談奈の勉強会。毎回二つ目（まれに真打）をゲストに招いている。